# 也速干
也速干，元太祖成吉思汗皇后之一，阿魯孩塔塔兒人首領也客扯連之女，也遂之妹。
1202年，成吉思汗消滅塔塔兒人部族後，先納也速干為妃子，并大加寵倖。但也速干自認為自己無論相貌及才智都不及其姐也遂，于是向成吉思汗推薦已經逃亡的姐姐，并主動讓出位置。兩姐妹亦因此一同成為成吉思汗皇后。
也速干早卒，生子兀魯赤。

## 延伸阅读
[在维基数据编辑]
 《新元史/卷104》，出自柯劭忞《新元史》